# Чичагов, Родион Александрович
Родион Александрович Чичагов (1784—1851) — генерал-майор, участник Отечественной войны 1812 года.
Родился 1 апреля 1784 года, в военную службу записан в 1795 году в армейскую пехоту.
Принимал участие в Отечественной войне 1812 года, за отличие был награждён орденами св. Анны 4-й и 2-й степеней.
В 1819 году произведён в подполковники, в 1826 году получил алмазные знаки к ордену св. Анны 2-й степени и 26 ноября того же года удостоен ордена св. Георгия 4-й степени (№ 3955 по кавалерскому списку Григоровича — Степанова). В 1830 году получил чин полковника, в 1835 году награждён орденом св. Владимира 3-й степени.
Произведённый 3 апреля 1838 года в генерал-майоры, Чичагов затем был назначен командиром 2-й бригады 13-й пехотной дивизии, которой командовал до 2 ноября 1842 года, когда вышел в отставку.
1 октября 1841 года награждён орденом Святого Станислава 1-й степени.
Скончался в Москве 5 ноября 1851 года, похоронен на Пятницком кладбище.
Его сын Аполлон был капитаном. Внучка — художница-любительница Лидия Апполоновна Чичагова (нач. XX века).